# Лиса Ален-Агостини
Лиса Ален-Агостини (енгл. Lisa Allen-Agostini, Тринидад, Тринидад и Тобаго, 1970-их) је тринидадска новинарка, уредница и писац белетристике, поезије и драме.  Она је такође стендап комичарка, наступајући као „ Само Лиса “. 
Ален-Агостини је била колумниста Trinidad and Tobago Guardian, пишући на тринидадском креолском и на стандардном енглеском,  а међу другим публикацијама у којима се појављује њено новинарство су Trinidad Express, Caribbean Beat,  Caribbean Review of Books,  и Trinidad and Tobago Newsday. Ауторка је романа како за младе тако и за одрасле, а њена белетристика и поезија су много објављивани, укључујући у Lightspeed-у,  Wasafiri, sx salon, Susumba, Moko,  past simple,  и About Place Journal.  Сарадница је у антологијама Mothership: Tales of Afrofuturism and Beyond  (уредили Bill Campbell и Edward Austin Hall, 2013) и New Daughters of Africa (уредила Маргарет Бусби, 2019).  Дебитантски роман за одрасле Алена-Агостинија, The Bread the Devil Knead (Хлеб који ђаво меси), изабран је у априлу 2022. за ужи избор Женске награде за белетристику. 

## Биографија

### Образовање и почетак књижевне каријере
Рођена на Тринидаду, Ален-Агостини је похађала државну школу Ловер Морвант и средњу школу Bishop Anstey, пре него што је стекла првокласну диплому из енглеског језика на Универзитету Западне Индије, Сент Августин,  као и то да да је студирала сценски рад, будући да је била глумац у позоришној радионици Тринидад.
Амбиција Ален-Агостинија да буде писац почела је рано, а њена победа на националном школском такмичењу поезије 1991. била је подстицај за њу да сама објави књигу песама под називом Something to Say (Нешто за рећи) 1992. Каријеру новинара започела је радећи у Trinidad Express, као списатељица и уредница недељника за младе под називом  Vox,  одакле је 1998. прешла у Trinidad Guardian  Године 2001. Alfred Friendly Press Fellowship јој је омогућио да проведе пет месеци у The Washington Post, пре него што се вратила да ради на различитим функцијама у Trinidad Guardian до 2010.  Такође је писала за Caribbean Review of Books. 
Њена научнофантастична књига за младе, The Chalice Project, објављена је 2008. године, а исте године је била ко-уређивач и допринела антологији крими Trinidad Noir.
Године 2009. основала је Аленову награду за младе писце – названу у част њеног оца – непрофитну компанију посвећену развоју талената младих писаца.   Добила је стипендију од стране глобалне заговарачке организације Вомен Деливер да присуствује њиховој конференцији у Малезији у мају 2013.  Такође 2013. године ушла је у ужи избор за награду Холик Арвон за нове карипске писце  и била је резиденцијални писац Даме Хилда Бајно на Универзитету Сент Џорџ у Гренади 2014.   Придружила се тиму Trinidad and Tobago Newsday као слободни репортер 2017.   Те године, њен роман Home Home освојио је трећу награду Бурт за карипску књижевност младих Кариба и објављен је 2018. у издању Papillote Press-а. 
Године 2019. започела је карипско феминистичко партнерство у стенд-ап комедији FemComTT са Louris Lee-Sing, наступајући на догађајима као „Само Лиса“ и „Лирик“,  као и као ко-водитељ онлајн ћаскања The Givin' Trouble Show. 
Ален-Агостини је допринела „Кувару“ за New Daughters of Africa 2019, коју је уредила Маргарет Бусби за Мириад Едитионс,   и била је учесник догађаја који је приказивао антологију на NGC Bocas Lit Fest.   

### Хлеб који ђаво меси(2021)
У мају 2021, Myriad је објавио њен дебитантски роман за одрасле, The Bread the Devil Knead (Хлеб који ђаво меси) – описан као „богат, сиров и хитан домаћи ноар роман о сексу и преживљавању смештен у престоници Тринидада“.   Рецензент Џоан Овен је о томе написала: „Свака савршено постављена реч, свака савршено обликована реченица звони истином и дубоко погађа... Сирово и болно лепо, ово је заиста изванредно.“ Према Литерандри: „То је књига која ће вас оставити без даха и љутње, узнемирено, али схваћено. Искрена је, сирова и вероватно ће имати одјек код многих жена широм света јер немилосрдно открива шта може значити бити жена у свету који воде мушкарци и шта значи живети на пресеку пола, расе и сиромаштва."  Рецензија у Scroll.in-у је закључила: " Хлеб који ђаво меси је сила и Лиса Ален-Агостини је поставила веома високе стандарде не само за женско писање, већ и за глобалну књижевну фикцију. Браво!" 
Међу осталима који су хвалили роман су Кеи Милер („Уроните у прву страницу и не дишете ваздух до последње... Потпуно уживање“) и Нало Хопкинсон („Оголи вас до сирових живаца да вас поново изгради поново горе. Ален-Агостини има непоколебљиво око"). 
У марту 2022. објављено је да је Хлеб који ђаво меси уврштен на дугу листу за Женску награду за белетристику,    који ће ући у ужи избор од шест књига.    

## Награде и признања
- 2001: Alfred Friendly Press Fellowship
- 2013: Жене дају медијске стипендије
- 2013: У ужем избору за награду Холик Арвон за нове карипске писце
- 2014: Dame Hilda Bynoe, резиденцијална списатељица на St George's University, Гренада
- 2017: Бурт награда за карипску књижевност младих Кариба, трећа награда за Home Home
- 2022: У ужем избору за женску награду за белетристику за The Bread the Devil Knead (Хлеб који ђаво меси) [43]

## Изабрана библиографија
- The Chalice Project (научна фантастика за младе), Macmillan Caribbean, 2008.
- (Као уредник и сарадник) Trinidad Noir, Akashic Books, 2008.
- Swallowing The Sky(поезија), Cane Arrow Press, 2017.
- Home Home(Белетристика за младе), Papillote Press, 2018; Delacorte, 2020.
- The Bread the Devil Knead (Хлеб који ђаво меси), Myriad Editions, 2021.